# Saint-Seine-l’Abbaye
Saint-Seine-l’Abbaye – miejscowość i gmina we Francji, w regionie Burgundia-Franche-Comté, w departamencie Côte-d’Or.
Według danych na rok 1990 gminę zamieszkiwało 326 osób, a gęstość zaludnienia wynosiła 85 osób/km² (wśród 2044 gmin Burgundii Saint-Seine-l’Abbaye plasuje się na 591. miejscu pod względem liczby ludności, natomiast pod względem powierzchni na miejscu 1296.).